# Thérèse Bourbeau-Cholette
Thérèse Bourbeau-Cholette, née le 21 février 1926 à Saint-Félix-de-Kingsey (Québec) et morte le 7 août 2015 à Montréal (Québec), est une peintre, sculptrice et auteure canadienne d’origine québécoise.

## Biographie
Thérèse Bourbeau-Cholette naît le 21 février 1926 à Saint-Félix-de-Kingsey, au Québec.
Elle travaille en tant que professeure d’arts plastiques après avoir été diplômée d’une maîtrise en éducation artistique et d’un doctorat en enseignement comparé. Elle enseigne pendant plusieurs années au Collège Bourget de Rigaud. En parallèle, elle œuvre sur d’autres projets artistiques (peintures et sculptures) qui lui valent une reconnaissance internationale. Exposant ses œuvres à travers le monde, en République dominicaine, au Québec, à New-York, au siège de l'UNESCO ou encore au Centre culturel canadien de Paris. En plus de son talent pour les arts plastiques et manuels, elle écrit également des poèmes et des livres. Elle fait référence à travers certaines de ses œuvres à son combat féministe notamment dans son roman Danse à trois temps paru en 2005[réf. nécessaire].
Elle meurt le 7 août 2015 au Concordia Hospital de Montréal. Un an plus tard, en octobre 2016, une exposition à titre posthume est organisée à Saint-Charles-de-Bourget et rassemble une cinquantaine de ses sculptures. L’académicienne et amie de Thérèse, Madeleine Turgeon, dira d’elle cette année-là : 

« Par sa manière d’être et de créer, elle nous a enseigné que tout est possible pour qui porte la beauté et la lumière en soi. Pour elle, l’art a toujours représenté un moyen de saisir la magie de la vie et d’exprimer les profondeurs de l’émotion humaine. »

## Œuvres

### Ouvrage
- Thérèse Bourbeau Cholette, Danse à trois temps, Éditions du Crampon, 2005, 396 p.[4].

### Recueil
- Thérèse Bourbeau-Cholette, Mutances, Paris, 1980[5].